# Burkina Faso i olympiska sommarspelen 1992
Burkina Faso deltog i de olympiska sommarspelen 1992 med en trupp bestående av fyra deltagare, men ingen av landets deltagare erövrade någon medalj.

## Friidrott
Herrarnas 100 meter
- Patrice Traoré
  - Heat — Startade inte (→ gick inte vidare)

Herrarnas längdhopp
- Franck Zio
  - Kval — 7,70 m (→ gick inte vidare)